# كريستوفر باتلر
كريستوفر باتلر (بالإنجليزية: Christopher Butler)‏ هو كاهن كاثوليكي أمريكي، ولد في 7 مايو 1902 في ريدنغ في المملكة المتحدة، وتوفي في 20 سبتمبر 1986 بسبب مرض.